# Grönahögs socken
Grönahögs socken i Västergötland ingick i Kinds härad, ingår sedan 1974 i Ulricehamns kommun och motsvarar från 2016 Grönahögs distrikt.
Socknens areal är 54,75 kvadratkilometer varav 53,81 land. År 2000 fanns här 364 invånare.  Sockenkyrkan Grönahögs kyrka ligger i socknen. 

## Administrativ historik
Socknen har medeltida ursprung. 
Vid kommunreformen 1862 övergick socknens ansvar för de kyrkliga frågorna till Grönahögs församling och för de borgerliga frågorna bildades Grönahögs landskommun. Landskommunen uppgick 1952 i Åsundens landskommun som 1974 uppgick i Ulricehamns kommun. Församlingen uppgick 2006 i Åsundens församling.
1 januari 2016 inrättades distriktet Grönahög, med samma omfattning som församlingen hade 1999/2000. 
Socknen har tillhört län, fögderier, tingslag och domsagor enligt vad som beskrivs i artikeln Kinds härad. De indelta soldaterna tillhörde Älvsborgs regemente, Norra Kinds kompani.

## Geografi
Grönahögs socken ligger sydost om Ulricehamn kring övre Jälmån och med Komosse i öster. Socknen är en höglänt mossrik skogsbygd med höjder som når 343 meter över havet.

## Fornlämningar
En hällkista är funnen. Från bronsåldern finns gravrösen.

## Namnet
Namnet skrevs 1366 Grönahögx och kommer från en bebyggelse vid kyrkan. Namnet betyder 'den gröna (eller grönskande) högen (höjden)'. 'boplats; gård'.